# Ernst Meusel
Ernst Meusel (* 12. Januar 1881 in Gotha; † 15. November 1933 in Königsberg) war ein deutscher Konteradmiral.

## Leben
Meusel trat am 10. April 1899 als Seekadett in die Kaiserliche Marine ein, absolvierte seine Grundausbildung auf der Kreuzerfregatte Gneisenau und kam dann an die Marineschule. Dort erfolgte am 10. April 1900 seine Ernennung zum Fähnrich zur See. Anschließend setzte man ihn an Bord des Linienschiffes Kaiser Barbarossa ein, beförderte ihn am 27. September 1902 zum Leutnant zur See und Meusel versah dann vom 16. Dezember 1903 bis 30. September 1904 Dienst auf dem Linienschiff Kaiser Karl der Große. Als Oberleutnant zur See (seit 14. Juli 1904) wurde er zur Verfügung der I. Marineinspektion gestellt und trat am 1. April 1905 auf dem Dampfer Syra die Ausreise nach Saint Thomas an. Dort war Meusel als Wachoffizier auf dem im Stationsdienst eingesetzten Kleinen Kreuzer Bremen tätig. Nach seiner Heimreise im Juli 1907 setzte man ihn zunächst als Kompanieoffizier in der I. Matrosen-Division ein. Vom 6. August 1907 bis 30. September 1908 war er Wachoffizier auf dem Linienschiff Pommern und im Anschluss daran wieder für ein Jahr bei der I. Matrosen-Division. Dieses Mal als Kompanieführer. Zwischenzeitlich am 27. März 1909 zum Kapitänleutnant befördert, folgte seine Verwendung vom 1. Oktober 1909 bis 31. März 1912 als Artillerieoffizier auf dem Großen Kreuzer Hertha. Kurzzeitig kam er als Schiffsjungenoffizier auf das Segelschulschiff König Wilhelm und absolvierte dann an der Marineakademie in Kiel den I. und II. Lehrgang. Am 1. Juli 1914 wurde er zur Verfügung des Chefs der Hochseeflotte gestellt und mit Ausbruch des Ersten Weltkriegs 2. bzw. 1. Artillerieoffizier auf dem Großlinienschiff König. Mit diesem beteiligte er sich an der Skagerrakschlacht und wurde am 13. Januar 1917 an Bord zum Korvettenkapitän befördert. Meusel kam am 5. Oktober 1918 als 2. Admiralstabsoffizier in den Stab des III. Geschwaders, wo er über das Kriegsende hinaus verblieb.
Vom 22. Dezember 1918 bis 2. Februar 1919 war er stellvertretender Kommandeur des Schiffsstammverbandes Kiel, wurde kurzzeitig zur Verfügung der Inspektion des Bildungswesens der Marine gestellt sowie am 16. Februar 1919 zum 1. Adjutanten der Inspektion ernannt. Zugleich war Meusel vom 6. August 1919 bis 22. März 1920 Verbindungsoffizier der Marinefriedenskommission in Kiel. Anschließend für zwei Monate beurlaubt, kam Meusel am 31. Mai 1920 als Chef des Stabes in den Stab der Marinestation der Ostsee und hatte vom 30. September 1922 bis 26. September 1924 das Kommando über den Kleinen Kreuzer Medusa. In dieser Funktion war er zwischenzeitlich am 1. April 1923 Fregattenkapitän geworden. Anschließend fungierte er für knapp zwei Jahre als Chef des Stabes der Marinestation der Nordsee, wurde am 1. August 1925 Kapitän zur See und als solcher am 29. September 1926 zum Kommandanten von Pillau ernannt. Meusel wurde am 26. September 1930 zur Verfügung des Chefs der Marinestation der Nordsee gestellt sowie am 30. September 1930 unter gleichzeitiger Beförderung zum Konteradmiral aus dem aktiven Dienst verabschiedet und in den Ruhestand versetzt.

## Auszeichnungen
- Eisernes Kreuz (1914) II. und I. Klasse[1]
- Preußisches Dienstauszeichnungskreuz[1]
- Ritterkreuz des Ordens der Württembergischen Krone mit Schwertern[1]
- Ehrenkreuz des Fürstlichen Hausordens von Hohenzollern III. Klasse mit Schwertern[1]